# Malcolm IV da Escócia
Malcolm IV (23 de abril–24 de maio de 1141 – 9 de dezembro de 1165), também chamado de Malcolm, a Donzela, foi o Rei da Escócia de 1153 até sua morte. Era o filho mais velho de Henrique da Escócia e Ada de Warenne, sucedendo seu avô David I. Era muito devoto religiosamente, porém sempre teve saúde ruim e morreu aos 24 anos.